# Jurij af Moskva
Jurij Danilovitj af Moskva (russisk: Юрий Данилович, tr. Jurij Danilovitj; også kendt som Georgij Danilovitj; født 1281, død 21. november 1325 i Saraj) var fyrste af Moskva 
(1303-1325) og storfyrste af Vladimir (1317-1325).

## Storfyrste af Vladimir
Jurij var ældste søn af Daniel af Moskva, som var den første fyrste af Moskva fra Rurikslægten. Hans første officielle handling var at forsvare Pereslavl-Zalesskij mod storfyrst Andrej 3. af Vladimir. Efter Andrejs død næste år, stod kampen om titlen som storfyrste af Vladimir mellem Jurij og fyrst Mikhail af Tver. Mens Tvers hær belejrede Pereslavl og Moskva, gik Mikhail til Den Gyldne Horde, hvor khanen i 1318 ophøjede ham til storfyrste af Vladimir, som var den højeste position blandt de russiske fyrster. I mellemtiden arrangerede Jurij mordet på fyrst Konstantin af Razjan. Denne uheldige hersker var blevet fanget af Jurijs far tilbage i 1302 og havde siddet fængslet i Moskva siden da. Han erobrede også Mozjaisk, som tidligere tilhørte fyrsterne af Smolensk. 

## Kampen mod Mikhail af Tver
I 1314 sikrede Juri j sig opbakning fra metropolitten Peter og dannede en alliance med Novgorod mod Tver. Nu følte han sig stærk nok til at udfordre Mikhail af Tver hos Horden.
I 1315 gik Jurij til Den Gyldne Horde, og efter at have tilbragt to år der, opbyggede han en alliance med dens leder Uzbeg Khan. Efter Jurijs ægteskab med khannes søster Kontjaka, afsatte Uzbeg Khan Mikhail og udnævnte 1317 Jurij til storfyrste af Vladimir. Tilbage i Rusland med en stor mongolsk styke, gik Jurij mod sin hovedfjende fyrstendømmet Tver. Imidlertid blev Jurijs hær besejret og hans bror Boris og hans hustru blev taget til fange. Derpå flygtede Jurij til Novgorod og bad om fred. Så døde hans hustru uventet, mens hun stadig blev holdt som gidsel i Tver. Jurij benyttede sig af den forvirring, der fulgte og annonceret til khanen, at hun var blevet forgiftet på Mikhails ordre. Khanen indkaldte begge fyrster til Saraj, og efter en retssag blev Mikhail henrettet.

## Skatteopkræver for mongolerne
Jurij vendte derefter tilbage til Rusland i 1319 - lige forhadt af rigets andre fyrster og landets befolkning. Han havde nu fået til opgave at indsamle en alrussiske tribut til Horde. Men Mikhails søn og efterfølger Dmitrij af Tver (med tilnavnet "Dmitrij med de onde øjne") modarbejdede ham stadig. I 1322 søgte Dmitrij hævn for sin fars mord; han gik til Saraj og fortalte khanen, at Jurij havde tilegnet sig en stor del af tributten til Horden. Jurij blev af Horden indkaldte til en retssag, men før nogen formel undersøgelse fandt sted blev han dræbt af Dmitrij. Otte måneder senere blev Dmitrij dog også henrettet af Horden.

## Grænsekampe med Sverige
Kort før sin død førte Jurij sin hær til Novgorod for at bekæmpe svenskerne og grundlagde en fæstning i mundingen af Neva-floden. Efter undertegnelsen af Orekhovo-traktaten med Sverige i 1323, fortsatte Jurij østpå og erobrede byen Velikij Ustjug samme år.